# أونال قرمان
أونال قرمان (بالتركية: Ünal Karaman)‏ هو مدرب كرة قدم ولاعب كرة قدم تركي في مركز الوسط، ولد في 29 يونيو 1966 في قونية في تركيا. شارك مع منتخب تركيا تحت 21 سنة لكرة القدم ومنتخب تركيا لكرة القدم. أما مع النوادي، فقد لعب مع أنقرة غوجو وطرابزون سبور وغازي عنتاب سبور وقونية سبور.

## وصلات خارجية
- أونال قرمان على موقع اتحاد تركيا (لاعب) (الإنجليزية)
- أونال قرمان على موقع اتحاد تركيا (مدرب) (الإنجليزية)
- أونال قرمان على موقع قاعدة بيانات كرة القدم.إي يو (الإنجليزية)
- أونال قرمان على موقع ناشيونال فوتبول تيمز (الإنجليزية)
- أونال قرمان على موقع عالم كرة القدم.نت (الإنجليزية)